# Туристичка организација Сокобања
| Туристичка организација Сокобања |                                  |
|                                  |                                  |
|                                  |                                  |
| Оснивач:                         | Општина Сокобања                 |
| Седиште:                         | Трг Ослобођења 2 Сокобања Србија |
| Директор:                        | Љубинко Миленковић               |
| Веб презентација                 |                                  |

Туристичка организација Сокобања је једна од јавних установа општине Сокобања, основана 16. марта 1995. године, чије активности су усмерене на промоцију и унапређење и развој туристичке понуде Сокобање, у циљу повећања туристичког промета и прихода од туризма.

## Туристички информативни центар
У Туристичком информативном центру се спроводе следеће активности:
- формирање базе туристичких информација,
- праћење туристичког промета,
- пружање информација туристима о смештајним капацитетима, манифестацијама, излетиштима, актуелним дешавањима у граду, угоститељским објектима за смештај и исхрану,
- услуге категоризације смештаја.

У туристичко-информативном центру посетиоци могу:
- добити све информације везане за хотелски и приватни смештај,
- добити све информације везане за туристичку понуду Сокобање,
- добити бесплатне флајере о туристичкој понуди Сокобање, смештају, ценама услуга,
- користити интернет кафе.

## Организационе јединице
Организациони део за туризам
Организациона јединица за туризам као примарна организациона јединица реализује активности у области промоције туризма и интегрисаног туристичког производа Сокобање, туристичко-информативних послова, дефинисања, промовисања и комерцијализације туристичког производа, ради остварења реалних токова долазећих туриста који су уравнотежени и одрживи.
Организациони део за маркетинг и развој
Организациона јединица за развој, маркетинг и опште послове спроводи активности усмерене ка развоју, припреми и реализацији маркетиншких планова и програма на нивоу дестинације, пружа подршку јавним и приватним субјектима на локалном нивоу (носиоцима туристичке понуде) у циљу развоја туристичког производа, руководи пројектима, спроводи послове на креирању функционалне базе података, послове на припреми и реализацији пројеката из годишњег акционог плана, активности на јачању партнерства приватног и јавног сектора, послове на едукацији и перманентном усавршавању запослених и управљању каријерама запослених и све остале послове који доприносе локалном туристичком развоју.

## Галерија
- Зграда у којој се налази туристичка организација Сокобање
- Улаз у туристичку организацију Сокобања
- Обавештење са радним временом организације